# Ceina egregia
Ceina egregia is een vlokreeftensoort uit de familie van de Ceinidae. De wetenschappelijke naam van de soort is voor het eerst geldig gepubliceerd in 1883 door Charles Chilton.